# 金化セシウム
金化セシウム（きんかセシウム、英: caesium auride,羅Caesium auratum, Caesii Auridum）は、珍しい Au− イオンを含むイオン性化合物である。化学量論のセシウムと金の混合物を加熱すると、2つの金属光沢を有する黄色い液体は、反応して透明な生成物を与える。固体は黄色で、液体アンモニア中では茶色、アンモニア付加物は暗青色である。
本化合物は、水と激しく反応して水酸化セシウムと金を生じる。また、液体アンモニア溶液をセシウム特異的なイオン交換樹脂と反応させることで金化テトラメチルアンモニウムが得られる。金化セシウムと酸素ガスを400℃で反応させると黄色のCsAuOが得られる。